# ماساهودو الحسن
ماساهودو الحسن (بالإنجليزية: Masahudu Alhassan) (1 ديسمبر 1992 غانا - ) هو لاعب كرة قدم غاني، يلعب كمدافع لعب سابقاً في نادي العين السعودي ، شارك في كأس الأمم الأفريقية 2012.

## روابط خارجية
- ماساهودو الحسن على موقع قاعدة بيانات كرة القدم.إي يو (الإنجليزية)
- ماساهودو الحسن على موقع ناشيونال فوتبول تيمز (الإنجليزية)
- ماساهودو الحسن على موقع Soccerway.com (الإنجليزية)
- ماساهودو الحسن على موقع عالم كرة القدم.نت (الإنجليزية)
- ماساهودو الحسن على موقع AS.com (الإسبانية)